# Park Morskie Oko

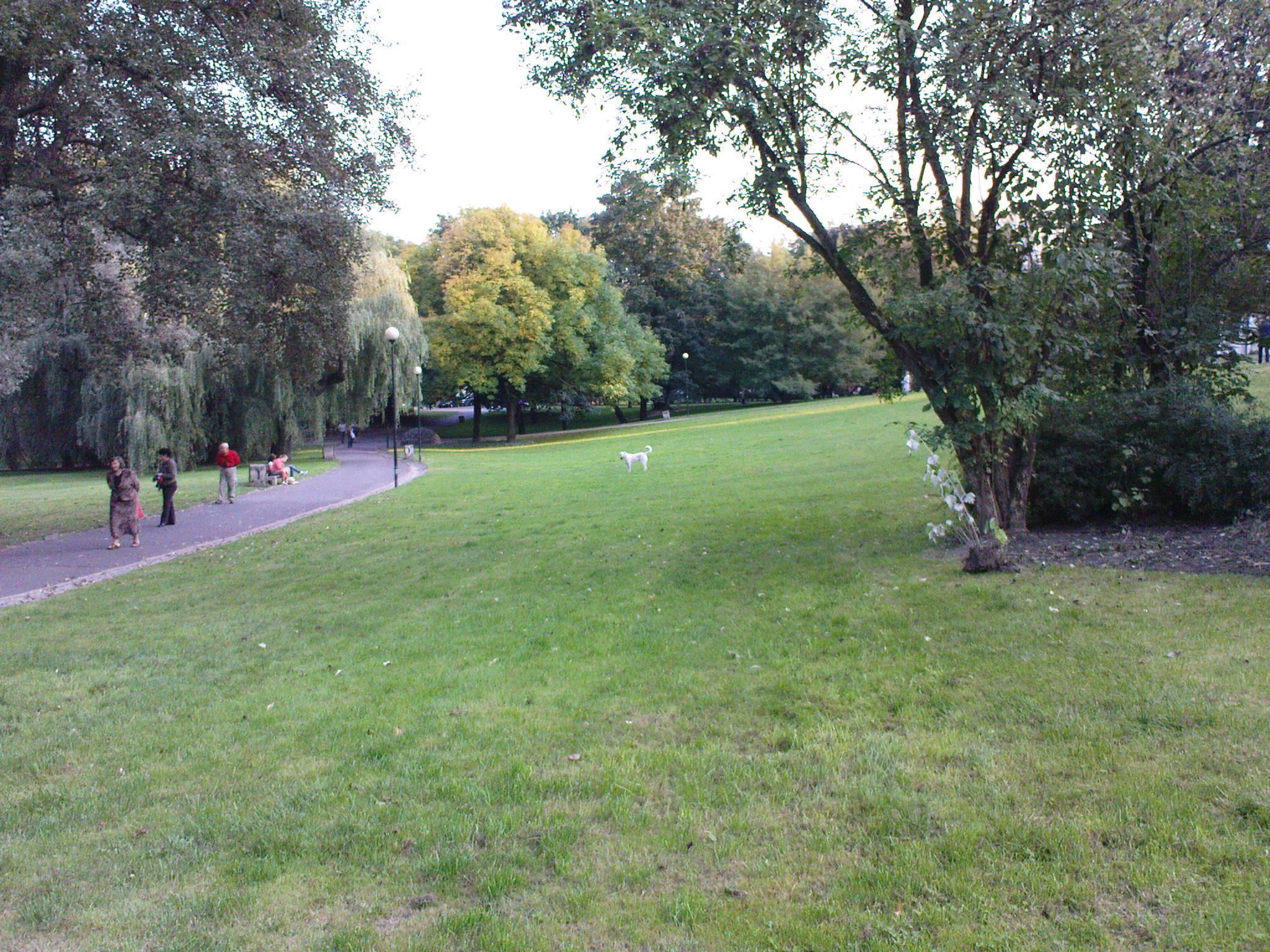
Der an der Weichselböschung liegende Park

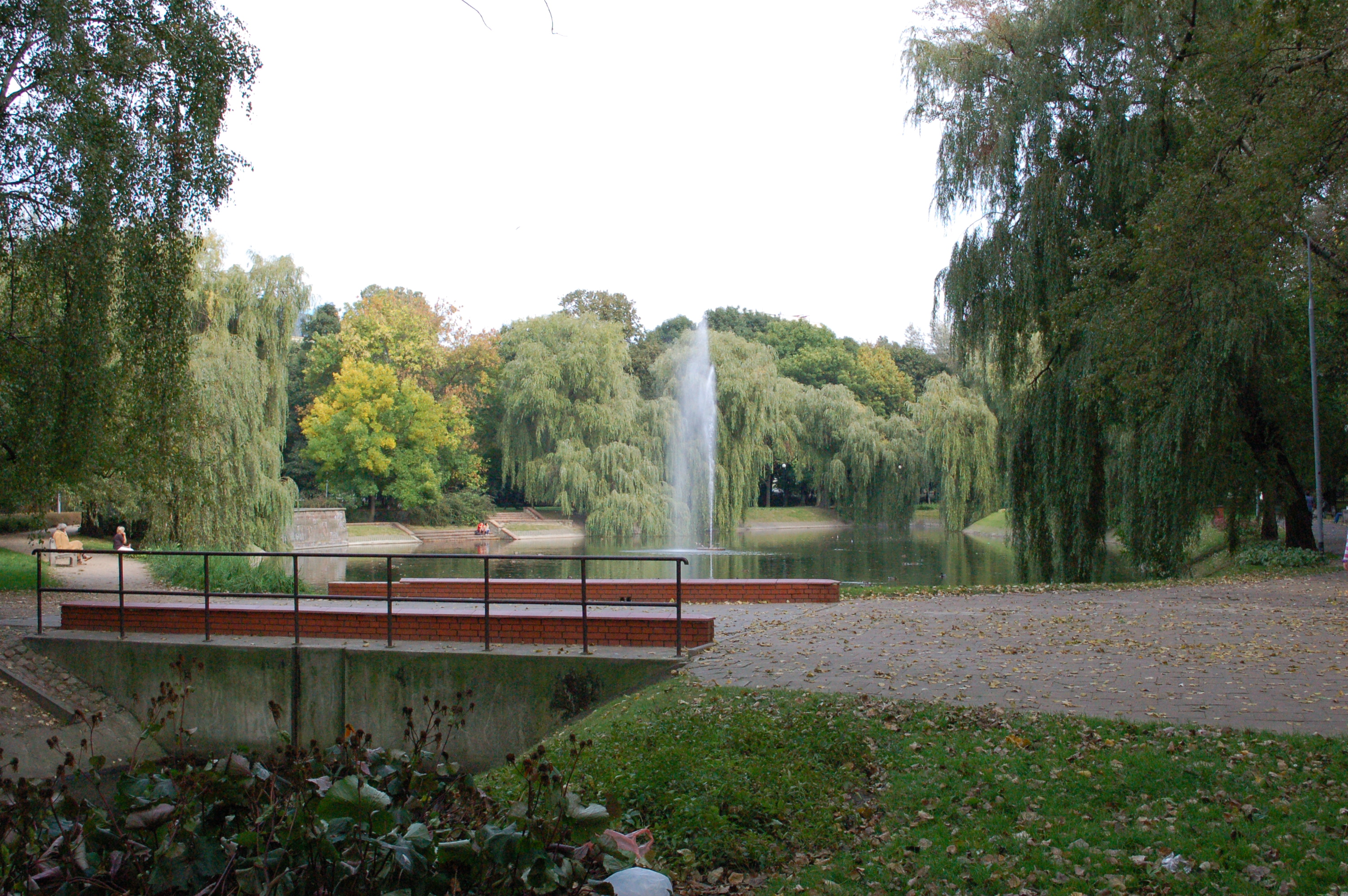
Nahe der Belwederska-Straße gelegener Teich mit Springbrunnenanlage

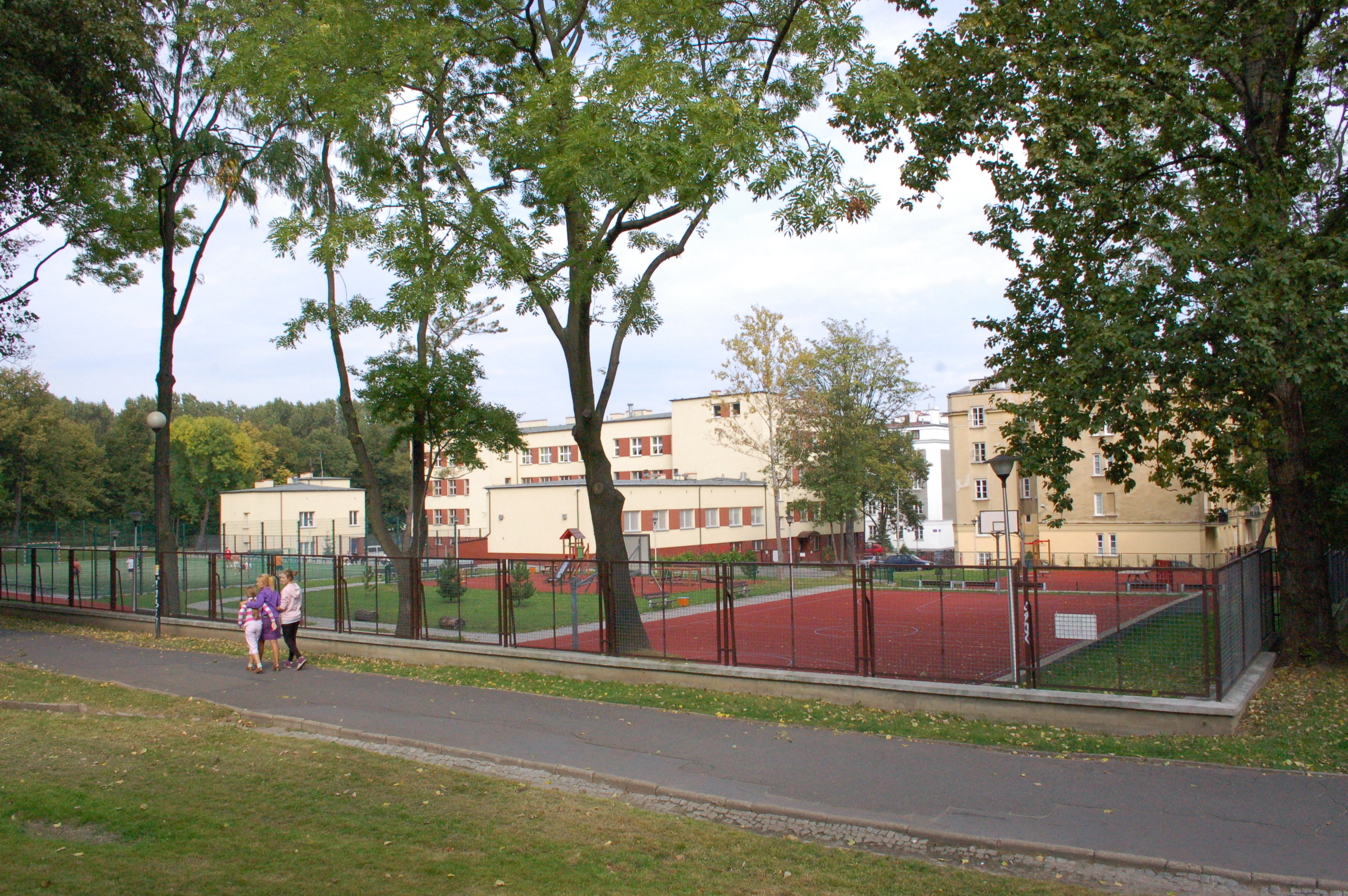
Die nach dem Krieg gebaute Grundschule Nr. 98 befindet sich auf ehemaligem Parkgelände

Der Park Morskie Oko liegt im Warschauer Stadtdistrikt Mokotów. Die heute noch rund zehn Hektar große Anlage bedeckt hier die Weichselböschung und reicht von der Ulica Puławska im Westen bis zur Ulica Belwederska im Osten. Der Park ist mit seinen Teichen und Spielplätzen beliebter Ausflugsort für die Anwohner von “Alt-Mokotów”. 

## Geschichte
Der sich von der Weichselböschung nach Südosten erstreckende Park wurde von Simon Gottlieb Zug unter Beteiligung von Johann Christian Schuch und Karol Bartel als Ergänzung eines romantischen Gebäudeensembles für Izabela Lubomirska um 1775 angelegt. Zu dem am Rand der Böschung stehenden Szuster-Palais gehörten das „Domek Mauretański“ (Mauretanisches Häuschen) sowie eine freistehende, historisierende Toreinfahrt mit Taubenschlag. Die Anlage wurde zeitgenössisch französisch als Mon coteau („Mein Hügel“) bezeichnet, woraus sich der Name der später umgebenden Ortschaft „Mokotów“ entwickelt haben soll.
Im Jahr 1820 ging der Besitz in das Eigentum der Anna Potocka über. Für spätere Besitzer aus der Familie Szuster wurde in der Nähe des Palastes etwa zum Ende des 19. Jahrhunderts eine Begräbnisgruft angelegt.
Der untere, nahe der Belwederska-Straße gelegene Teil der Parkanlage wurde im 20. Jahrhundert zur Anlage des Vergnügungsparks „Promenada“ verpachtet; die noch heute existierende Bezeichnung Staw Promenada (Teichpromenade) erinnert an die damalige Vergnügungsstätte.
Im kalten Winter 1940 (während der deutschen Besatzungszeit) fällten die Anwohner aus Mangel an Heizmaterial den gesamten Baumbestand des Parks. Auch die Gebäude wurden durch Kampfeinwirkung zerstört. Nach dem Krieg verlor der Park einen Teil seiner Fläche, so wurde an der Ulica Artura Grottgera eine Grundschule (Szkoła Podstawowa nr 98) errichtet. Erst in den Jahren 1960 bis 1965 wurde der Park wieder bepflanzt und die Gebäude wiederhergestellt.  
Heute befindet sich im Szuster-Palais der Sitz der Warschauer Musikgesellschaft “Stanisław Moniuszko”. Der Park verfügt über drei Teiche. In einem kann geangelt werden, ein zweiter enthält eine variabel einstellbare und beleuchtete Springbrunnenanlage.

## Gestalt des Parks Anfang des 19. Jahrhunderts
Das langgestreckte Grundstück von etwa elf Hektar bestand aus zwei Bereichen: dem höher gelegenen Teil mit dem Palast und einem Blumenparterre, Küchen- und Wirtschaftsgebäuden, Orangeriegebäude, Gemüsegarten und kleiner Obstplantage; dem an die Gartenterrasse des Schlößchens anschließenden Lustgarten von etwa sechs Hektar im Stil eines Landschaftsgartens. Dieser etwa 125 Meter breite Geländestreifen bestand zum größeren Teil aus Wald, der von einem dichten Netz von unregelmäßig geführten Fußwegen wechselnder Breite durchzogen war. Der Wald endete an einer Wasserfläche mit einigen Inseln, die teilweise über kleine Brücken erreicht werden konnten. Wichtige Elemente waren: eine Grotte aus Krakauer Kalkstein und unbehauenem Marmor, zwei Wasserfälle, eine Fischerhütte, ein Meierhof und ein Bienengarten. Außerdem gab es eine Wiese mit Vieh, was einem Teil der Gartenszene die Anmutung einer ferme ornée verlieh.